# Фторид ванадия(IV)
Фторид ванадия(IV) (тетрафторид ванадия, ванадий четырехфтористый) — неорганическое соединение, соль металла ванадия и плавиковой кислоты с формулой VF4, жёлто-коричневый порошок, в воде подвергается гидролизу.

## Получение
- Осторожное действие плавиковой кислоты на хлорид ванадия(IV)

{\displaystyle {\mathsf {VCl_{4}+4HF\ {\xrightarrow {0^{o}C}}\ VF_{4}+HCl}}}

## Физические свойства
Фторид ванадия(IV) — сильно гигроскопический жёлто-коричневый порошок.
Растворяется в воде с сильным гидролизом. 
Растворяется в ацетоне.
Не растворяется в этаноле и хлороформе.

## Химические свойства
- Разлагается при нагревании:

{\displaystyle {\mathsf {2VF_{4}\ {\xrightarrow {325^{o}C}}\ VF_{3}+VF_{5}}}}
- Реагирует с горячей водой, образуя синие растворы:

{\displaystyle {\mathsf {VF_{4}+H_{2}O\ {\xrightarrow {90^{o}C}}\ VOF_{2}+2HF}}}